# ОШ „Емилија Остојић” ИО Горобиље
ОШ „Емилија Остојић” ИО Горобиље, у насељеном месту на територији општине Пожега, издвојено је одељење ОШ „Емилија Остојић” из Пожеге.
Првобитна школа се налазила код цркве у Горобиљу и подигнута је 1907. године. Први учитељ био је Драгутин Шуњеварић који је 1. децембра исте године ступио на дужност. У почетку, школа је била препуна ђака. Године 1909/1910. у горобиљску школу су пошла и женска деца. Временски стара школа је пропадала и иницијативом мештана донета је одлука о подизању нове школе. Одлучено је да школа буде саграђена у центру села, где се и сада налази. За време грађења нове школе настава се изводила у просторијама општинске суднице.
Данашња школска зграда у Горобиљу рађена је у периоду од 1977. до 1984. године. Објекат је усељен 1984. године. Школска зграда у свом саставу има 4 учионице, од којих се данас користе две, наставничку канцеларију, просторију за предшколско образовање, два мокра чвора и недовршену фискултурну салу. Површина објекта је око 360m². Школа поседује двориште површине 40 ари. На њему се налази асфалтирано игралиште које се користи на часовима физичког васпитања. Школу тренутно похађа седам ученика. Наставу изводи један учитељ.